# Mesomphalia
Mesomphalia là một chi bọ cánh cứng trong họ Chrysomelidae.
Chi này được miêu tả khoa học năm 1839 bởi Hope.

## Các loài
Chi này gồm các loài:
- Mesomphalia gibbosa (Fabricius, 1781)